# Edgar Loening
Edgar Loening, född 14 juni 1843 i Paris, död 19 februari 1919 i Halle an der Saale, var en tysk jurist. Han var son till Karl Friedrich Loening och bror till Richard Loening.
Loening blev filosofie doktor 1865, juris doktor och privatdocent i Heidelberg 1867, anställdes 1870 vid distriktsregeringen i Unterelsass, blev 1872 extra ordinarie professor i Strassburg, 1877 ordinarie professor i Dorpat, 1883 i Rostock och 1886 i Halle an der Saale. Han var lärjunge till bland andra Johann Kaspar Bluntschli och Rudolf von Gneist. Loening blev 1901 livstidsledamot av herrehuset, där han tillhörde Tyska nationalliberala partiet. 
Loenings första större arbete Die Verwaltung des General-Gouvernements im Elsass (1874) efterföljdes av en rad stats- och förvaltningsrättsliga avhandlingar och skrifter, bland annat Die Haftung des Staats aus rechtswidrigen Handlungen seiner Beamten nach deutschem Privat- und Staatsrecht (1879), Lehrbuch des Verwaltungsrechts (1884), Die Repräsentativverfassung im XIX Jahrhundert (1899), Grundzüge der Verfassung des Deutschen Reichs (1901, fjärde upplagan 1913), Kaiser und Reich 1885-1913 (1913) och Abhandlungen und Aufsätze. I. Gerichte und Verwaltungsbehorden in Brandenburg-Preussen (1914). 
Loenings stora, ofullbordade verk Geschichte des deutschen Kirchenrechts (I-II 1878) behärskar suveränt det mäktiga stoffet, i Die Gemeindeverfassung des Urchristenthums (1888) försöker han att på historisk väg vinna klarhet över den kristna kyrkans ursprungliga författning. Hans Festrede zur Jahresfeier der Stiftung des Universität Dorpat am 12. December 1879 (1880) och avhandlingen Die philosophischen Ausgangspunkte der rechtshistorischen Schule (1910) tillhör de bästa bidragen till klarläggandet av den historiska rättsskolans tankar. Tillsammans med Johannes Conrad, Ludwig Elster och Wilhelm Lexis utgav han Handwörterbuch der Staatswissenschaften (I-VIII 1890-97, tredje upplagan 1909-11), med desamma från 1891 "Jahrbücher für Nationalökonomie und Statistik". Han utgav Bluntschlis "Staatswörterbuch in drei Banden" (I-III, andra subskriptionsutgåvan 1875-76) och reviderade sjätte upplagan av Bluntschlis "Lehre vom modernen Staat. I. Allgemeine Staatslehre" (1886), II. Allgemeines Staatsrecht" (1885).